# Bastia Agglo Futsal
Maillots
Actualités
Le Bastia Agglomération Futsal est un club corse de futsal fondé en 2013 et basé à Bastia.
Le Bastia AF est issu de la fusion en mai 2013 des deux clubs les plus titrés de Corse : le Bastia Futsal et le FC Furiani. La nouvelle structure profite du sacre de Furiani en championnat régional la saison précédente pour débuter au sein de la nouvelle Division 2 nationale créée la même année. Après une saison de transition, le club remporte son groupe en 2015 avec une seule défaite et est promu en Division 1. Le premier exercice les voit se maintenir de justesse tandis que la saison 2016-2017 est meilleure avec une septième place. Le BAF conserve sa place en D1 avec un seul point d'avance la saison suivante mais ne peut empêcher la relégation en 2019 avec une seule victoire et un match nul. Reparti en D2, les Bastiais se maintiennent sans difficulté dans cette saison tronquée par la pandémie de Covid-19.
Le club est présidé par Juliette Battestini depuis 2019 et évolue en bleu et noir à domicile dans des salles de Borgo, Furiani ou Bastia. Pour la saison 2020-2021, l'équipe est entraînée par Claudio Garcia et évolue en Division 2.

## Histoire

### Genèse
En 2003, le Bastia Futsal est fondé et devient le premier club de futsal de Corse. En 2007, les Bastiais remporte la première édition du championnat de Corse de futsal. Le BF est le club le plus titré de l'île avec 18 titres (championnats, coupes et tournois internationaux). 
Le Futsal Club Furiani est fondé en 2006 et est le second club le plus titré de la région avec trois titres de champion de Corse et une apparition en Championnat de France FFF 2010-2011. 
Durant la saison 2012-2013, le Futsal Club Furiani remporte le championnat FFF de Corse en étant invaincu. De son côté, le Bastia Futsal affilié à l'AFF est vice-champion d'Europe UEFs en avril 2013, joué à domicile, et remporte la Coupe de France régionale (Challenge Amador Lopez) 2013 pour la septième fois consécutive.
À mai 2013, les deux plus anciens clubs de Corse fusionnent. Le Bastia Futsal et le Futsal Club Furiani cumulent huit championnats toutes fédérations confondues et trois Coupes de Corses.

### Débuts réussis et montée en D1
Dans le cadre de la réforme mise en vigueur au niveau du futsal national, Bastia Agglo débute dans le nouveau championnat de Division 2 en 2013-2014. Après avoir acquis le maintien pour cette première saison, le club devient champion de France de D2 en ne concédant qu'une seule défaite durant l'édition 2014-2015. Au terme de la saison, deux des artisans de cette montée sont récompensés : Gustavo Gusty Redondo, meilleur buteur avec 45 réalisations, et Josico Vazquez, meilleur joueur. 
Promu dans l'élite, Bastia Agglo Futsal remporte son premier succès en Division 1 face à Bagneux le 28 novembre 2015 dans son gymnase de Pépito Feretti. Le BAF termine dixième et premier non-relégable à sept points de la zone rouge.

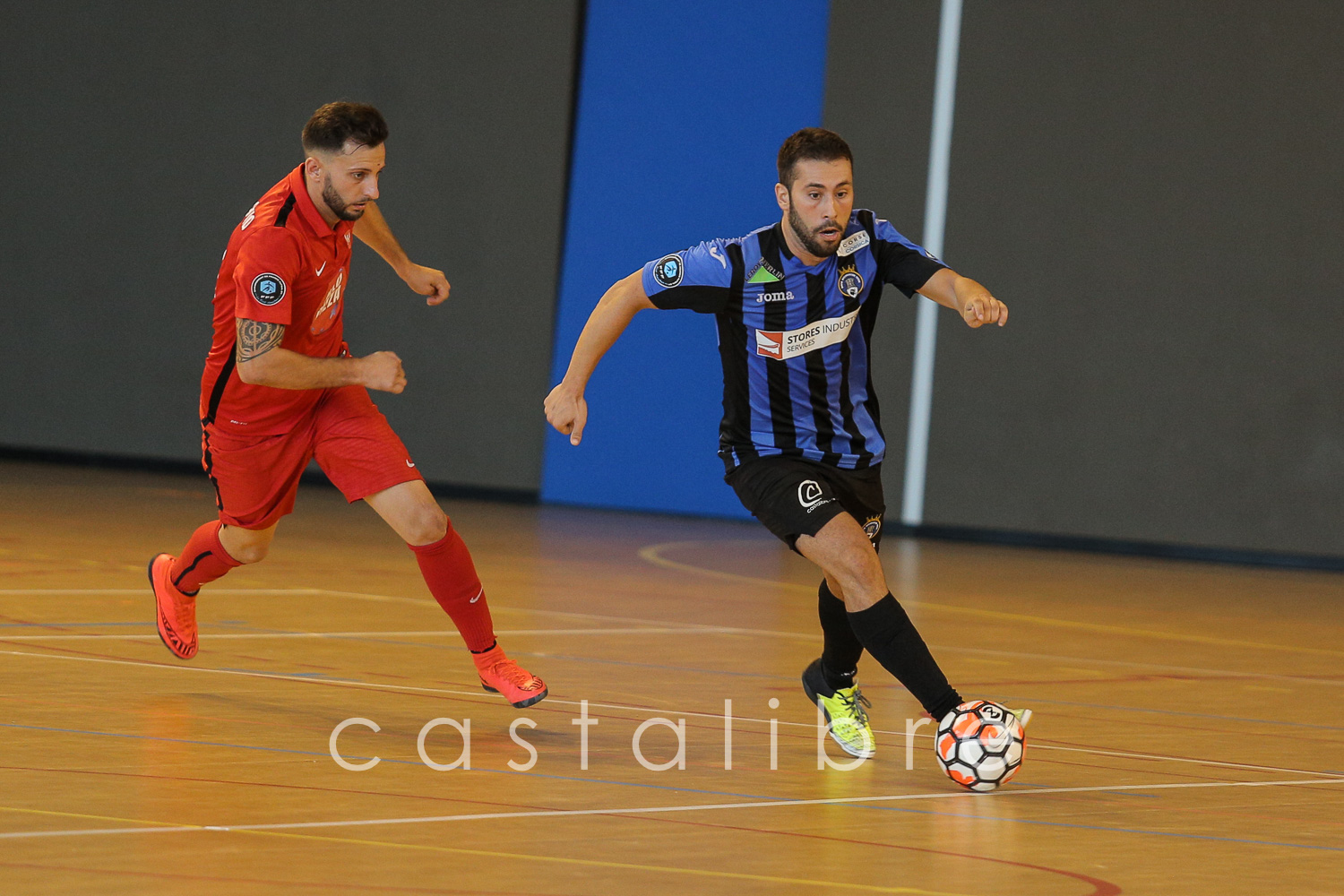
Match de D1 du BAF en octobre 2016.

La seconde année en D1 est meilleure avec la septième place finale, à six points de la relégation et la quatrième meilleure défense, mais avec aussi la plus mauvaise attaque et à 27 points des play-off.
L'exercice 2017-2018 voit trois équipes être reléguées de ce championnat exceptionnellement à treize équipes. Le BAF termine à nouveau dixième et premier non-relégué, avec un seul point d'avance sur le Montpellier Méditerranée Futsal.
En 2018-2019, le couperet tombe et Bastia termine dernier avec un seul point à la suite de deux matchs pénalisés au début de 2019[pourquoi ?]. Le club ne connaît que des défaites à domicile et ne ramène des points qu'avec une victoire à Beaucaire (3-5) et un match nul à Paris ACASA (4-4). Après quatre années en D1, où le BAF passe les deux tiers de sa jeunes histoire, l'équipe retourne en Division 2 où elle a débuté six ans plus tôt.

### Relégation en Division 2
En 2019-2020, relégué en D2, le club avec sa nouvelle direction et son nouvel entraîneur visent le maintien. Après un début de saison compliqué, le BAF voit ses résultats s'améliorer. À l'arrêt du championnat à cause de la pandémie de Covid-19, l'équipe est quatrième, à cinq points du premier, et maintenue en D2.

## Palmarès

### Titres et trophées
- Division 2 (1)
  - Champion : 2014-2015

- Coupe de Corse (1)
  - Vainqueur : 2014

Avant la fusion, le Bastia Futsal participe à deux reprises à la Coupe d'Europe UEFS en 2011 et 2013, dont il est finaliste la seconde fois. Le BF est le club le plus titré de l'île avec 18 titres (championnats, coupes et tournois internationaux). Le Futsal Club Furiani est lui le second club le plus titré de la région avec trois titres de champion de Corse et une apparition en Championnat de France FFF 2010-2011.
- Coupe de Corse UNCFs (7)
  - Vainqueur : 2007, 2008, 2009, 2010, 2011, 2012 et 2013

### Bilan par saison
| Saison    | Championnat         | Championnat | Championnat | Championnat | Championnat | Championnat | Championnat | Championnat | Championnat | Championnat | Coupe de France  |
| Saison    | Division            | Class.      | Pts         | M           | V           | N           | D           | Bp          | Bc          | Diff.       | Coupe de France  |
| --------- | ------------------- | ----------- | ----------- | ----------- | ----------- | ----------- | ----------- | ----------- | ----------- | ----------- | ---------------- |
| 2013-2014 | Division 2 - grp. B | 6e/9        | 36 pts      | 16          | 6           | 2           | 8           | 78          | 85          | -7          | ?                |
| 2014-2015 | Division 2 - grp. B | 1er/10      | 63 pts      | 18          | 14          | 3           | 1           | 116         | 62          | +54         | 32e de finale    |
| 2015-2016 | Division 1          | 10e/12      | 42 pts      | 22          | 6           | 2           | 14          | 87          | 111         | -24         | 8e de finale     |
| 2016-2017 | Division 1          | 7e/11       | 15 pts      | 20          | 4           | 3           | 13          | 44          | 80          | -36         | 16e de finale    |
| 2017-2018 | Division 1          | 10e/13      | 22 pts      | 24          | 6           | 4           | 14          | 72          | 96          | -24         | 32e de finale    |
| 2018-2019 | Division 1          | 12e/12      | 1 pt        | 22          | 1           | 1           | 20          | 36          | 121         | -85         | 16e de finale    |
| 2019-2020 | Division 2 - grp. B | 4e/10       | 21 pts      | 12          | 6           | 3           | 3           | 40          | 28          | +12         | Finale régionale |
| 2020-2021 | Division 2 - grp. B | non-joué    | non-joué    | non-joué    | non-joué    | non-joué    | non-joué    | non-joué    | non-joué    | non-joué    | non-jouée        |
| 2021-2022 | Division 2 - grp. A | 4e/10       | 23 pts      | 18          | 7           | 2           | 9           | 71          | 80          | -9          | finale régionale |
| 2022-2023 | Division 2 - grp. A | 8e/10       | 21 pts      | 18          | 7           | 0           | 11          | 57          | 64          | -7          | finale régionale |
| 2023-2024 | Division 2 - grp. A | 10e/10      | 7 pts       | 17          | 2           | 1           | 14          | 41          | 70          | -29         | ?                |

## Structures du club

### Identité et image

Bastia Futsal
Bastia Futsal
Bastia Agglo Futsal

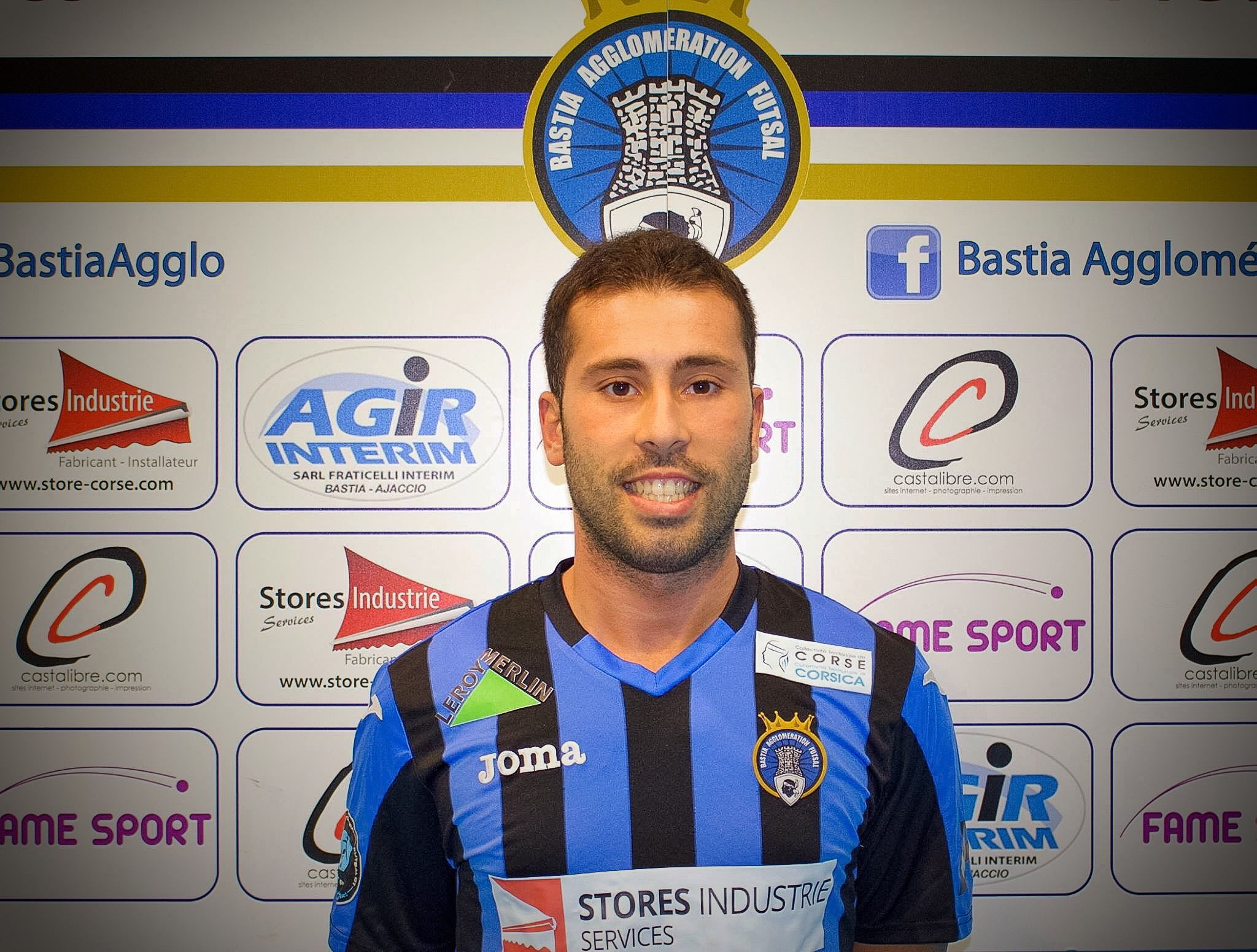
Alex Milla, joueur du BAF avec le maillot en 2016.

Bastia Agglo a pour équipementier sportif Joma. Les Corses se distinguent par le maillot extérieur entièrement personnalisé, du col mao à la tête de Maure, en passant par un grand logo du club intégré en bas du maillot sur le côté gauche. Pour la saison 2020-2021, le traditionnel maillot noir et bleu est floqué en jaune fluo. La tenue extérieure est rose et noir.
| Bastia Futsal |  | Bastia Agglo |

### Statut du club et des joueurs
Comme le FC Furiani et à l'inverse du Bastia Futsal (UNCFs), le Bastia Agglomération Futsal est affilié à la Fédération française de football, qui régit le futsal en France, sous le numéro 552884. Le club réfère à la Ligue régionale de Corse.
Les joueurs ont soit un statut bénévole, amateur ou de semi-professionnel sous contrat fédéral.

### Salles
Lors de sa montée dans l'élite en 2015, le Bastia Agglo évolue au COSEC Pépito Feretti dans le quartier de Montesoro à Bastia.
Pour la saison 2020-2021, l'équipe évolue dans la salle du complexe municipal de Borgo. Le club espère aussi pouvoir accueillir dans l'agglomération bastaise avec l'homologation du gymnase de Furiani.

## Personnalités

### Dirigeants
| Période     | Nom                 |
| ----------- | ------------------- |
| 2013 à 2016 | Thomas Cipriani     |
| depuis 2019 | Juliette Battestini |

En 2009, Jean-Charles Dottel devient président du Bastia Futsal.
À la suite de la fusion créant le club, Thomas Cipriani devient président, secondé par les anciens présidents de clubs : Jean-Charles Dottel, en tant que directeur sportif, et Laurent Exiga en tant que vice-président.
À la relégation en Division 2 en 2019, Juliette Battestini devient présidente. Après six ans à la tête du BAF, Thomas Cipriani souhaite prendre du recul.  En 2020, les dirigeants ont Juliette Battestini, Antoine Graziani (vice-président), Jean-Charles Dottel et Momo Belaich.

### Entraîneurs
| Période        | Nom                         |
| -------------- | --------------------------- |
| 2013-2014      | Jean-Etienne Landini        |
| 2014-2015      | Mohamed Benabdelouahab      |
| 2015-2016      | Jean-Etienne Landini        |
| 2016 à 2018    | Eloy Alonso                 |
| août-nov. 2018 | Rui Dos Santos              |
| 2018-2019      | G. Bosredon et M. Belaïch   |
| 2019-2020      | Jesus Salvador Chia Jimenez |
| 2020-2021      | Claudio Garcia              |
| 2021-2022      | Guillaume Bosredon          |
| depuis 2022    | Paulo Fernandes             |

Arrivé comme joueur en 2009, l'ex-footballeur professionnel Bruno Rodriguez devient directeur sportif et co-entraîneur de l'équipe première du Bastia Futsal la saison suivante.
Pour la saison 2014-2015, Gustavo Gusty Redondo est entraîneur-joueur. Gusty contribue aux performances de son équipe et lui permet de décrocher la montée en première division en terminant meilleur buteur de la division avec 45 buts.
Au cours de la saison 2015-2016, Jean-Etienne Landini ne peut assumer la gestion de l'équipe première en Division 1 et laisse sa place.
En mars 2016, alors dixième au classement et à la lutte pour le maintien en Division 1 en tant que promu, le BAF recrute l'entraîneur espagnol Eloy Alonso Fraile jusqu’à la fin de la saison. Gardien international en jeunes, il est plusieurs années joueur professionnel en Espagne et commence la saison avec le FS Zamora (D2 espagnole). Il connaît sa première expérience à l'étranger. Ses débuts sont réussis avec une victoire contre un concurrent au maintien et la qualification en huitième de finale de la Coupe de France, record du club. Il permet à l'équipe de se maintenir et reste deux saisons au BAF, acquérant toujours le maintien en D1.
À l'été 2018, ancien joueur professionnel au Portugal, entraîneur de Clénay (D2), de l'AS Vénissieux-Minguettes avec qui il est élu meilleur entraîneur de D2 2017-2018 et sélectionneur du Cameroun, Rui Dos Santos devient le nouvel entraîneur principal du BAF. Dès novembre 2018, il est mis à l’écart par les dirigeants à cause de résultats insuffisants et remplacé par le duo insulaire Guillaume Bosredon et Momo Belaïch.
À la suite de la relégation en Division 2 en 2019, l’espagnol Jésus Salvador Jimenez, qui possède les plus hauts diplômes d'entraîneur, arrive D2 espagnole.
En 2020, l'entraîneur portugais Claudio Garcia prend la tête de l'équipe après avoir essentiellement coaché en deuxième division dans son pays.

### Joueurs notables
En 2009, le Bastia Futsal voit l'ex-footballeur professionnel Bruno Rodriguez rejoindre ses rangs. Avant la fusion, le BF voit évoluer sous ses couleurs sept joueurs Internationaux AMF : Ricardo, Marsala, Soum, Bouftila, Dottel (France), Benfatha (Tunisie) et Georgevskiy (Russie).
Au terme de la saison 2019-2020 tronquée par la pandémie de Covid-19, le gardien corse Florian Baccarelli est élu meilleur portier de Division 2 par l’ensemble des joueurs et dirigeants des clubs de D2.

## Autres équipes
Pour la saison 2020-2021, le BAF compte une équipe réserve senior en Régional 1. Pour la saison 2020-2021, le club inscrit une troisième équipe senior, engagée en R2.
Le BAF compte une équipe U13 qui remporte le titre de Champion PACA Sud en 2020. Ils terminent alors leur seconde saison sans perdre une seule rencontre. Pour la saison 2020-2021, le club met en en place un Pôle Formation Futsal allant des U11 aux U18 avec pour but, à terme, de former de futurs joueurs pour l’équipe fanion. Le club est conventionné avec le club de football professionnel du SC Bastia et initie ses jeunes joueurs à la pratique en salle.